# 小灌齿缘草
小灌齿缘草（学名：Eritrichium fruticulosum）为紫草科山琉璃草属的植物。分布在印度、巴基斯坦、克什米尔以及中国大陆的西藏等地，生长于海拔4,200米的地区，常生于河边沙滩，目前尚未由人工引种栽培。